# Wait a Minute
Wait a Minute is de zesde single van het Pussycat Dolls-album PCD. Voor dit nummer werd samengewerkt met producer-zanger Timbaland. Timbaland heeft op zijn beurt rapper Six-Two ingeschakeld om hem te laten helpen met het schrijven van de teksten. Het nummer is een duet tussen een man en een vrouw. De man koopt van alles voor de vrouw, maar die ziet dat allemaal niet zitten, ze zegt dat ze niet te koop is voor spullen.

## Videoclip
De videoclip voor het nummer werd gedraaid op 8 en 9 oktober 2006 in de Metro Red Line in Los Angeles, Californië. De clip begint met de Dolls, die een audiospeler aan elkaar doorgeven, terwijl ze uitkijken naar Timbaland. Wanneer Nicole Scherzinger hem vindt, beginnen ze speels te discussiëren. Vervolgens gaan ze een trein binnen, waar ze dansen op de banken van de trein. Een moeder probeert de ogen van haar zoon te bedekken bij het zien van dit gebeuren. Wanneer de meiden de trein verlaten blokkeren ze het verkeer door midden op een kruispunt te gaan staan. Timbaland komt uit zijn auto, waarna ze verdergaan met discussiëren. Intussen beginnen de meiden op zijn auto te dansen.
Het deel van de clip in het verkeer werd gebruikt voor het televisieprogramma The Search for the Next Pussycat Doll.

## Hitnotering
| Wait a Minute in de Nederlandse Top 40 - binnen: 3 februari 2007 | Wait a Minute in de Nederlandse Top 40 - binnen: 3 februari 2007 | Wait a Minute in de Nederlandse Top 40 - binnen: 3 februari 2007 | Wait a Minute in de Nederlandse Top 40 - binnen: 3 februari 2007 | Wait a Minute in de Nederlandse Top 40 - binnen: 3 februari 2007 | Wait a Minute in de Nederlandse Top 40 - binnen: 3 februari 2007 | Wait a Minute in de Nederlandse Top 40 - binnen: 3 februari 2007 | Wait a Minute in de Nederlandse Top 40 - binnen: 3 februari 2007 | Wait a Minute in de Nederlandse Top 40 - binnen: 3 februari 2007 | Wait a Minute in de Nederlandse Top 40 - binnen: 3 februari 2007 | Wait a Minute in de Nederlandse Top 40 - binnen: 3 februari 2007 | Wait a Minute in de Nederlandse Top 40 - binnen: 3 februari 2007 | Wait a Minute in de Nederlandse Top 40 - binnen: 3 februari 2007 | Wait a Minute in de Nederlandse Top 40 - binnen: 3 februari 2007 |
| Week                                                             | 1                                                                | 2                                                                | 3                                                                | 4                                                                | 5                                                                | 6                                                                | 7                                                                | 8                                                                | 9                                                                | 10                                                               | 11                                                               | 12                                                               | 13                                                               |
| ---------------------------------------------------------------- | ---------------------------------------------------------------- | ---------------------------------------------------------------- | ---------------------------------------------------------------- | ---------------------------------------------------------------- | ---------------------------------------------------------------- | ---------------------------------------------------------------- | ---------------------------------------------------------------- | ---------------------------------------------------------------- | ---------------------------------------------------------------- | ---------------------------------------------------------------- | ---------------------------------------------------------------- | ---------------------------------------------------------------- | ---------------------------------------------------------------- |
| Nummer                                                           | 31                                                               | 32                                                               | 10                                                               | 7                                                                | 8                                                                | 8                                                                | 12                                                               | 14                                                               | 15                                                               | 19                                                               | 29                                                               | 39                                                               | uit                                                              |

## Tracklist

### Cd-single
1. "Wait a Minute" (albumversie) - 03:42
2. "Wait a Minute" (Timbaland-versie) - 03:56
3. "Right Now (NBA-versie) - 02:25
4. "Wait a Minute" (video)

### Cd-maxi
1. "Wait a Minute" (albumversie) - 03:42
2. "Wait a Minute" (Timbaland-versie) - 03:56
3. "Wait a Minute" (Timbaland instrumentaal) - 03:04
4. "Wait a Minute" (video)